# 5.ª etapa do Tour de France de 2021
A 5.ª etapa do Tour de France de 2021 teve lugar a 30 de junho de 2021 e consistiu numa contrarrelógio individual entre Changé e Laval sobre um percurso de 27,2 km que foi vencida pelo esloveno Tadej Pogačar da equipa UAE Emirates, quem por oito segundos não lhe arrebatou a liderança ao neerlandês Mathieu van der Poel.

## Classificação da etapa
| Changé - Laval | contrarrelógio individual | (27,2 km) |

| \| Classificação por etapas \| Classificação por etapas \| Classificação por etapas \| Classificação por etapas \| Classificação por etapas \| \| Ciclista \| Ciclista \| Equipe \| Tempo \| \| \| ------------------------ \| ------------------------ \| ------------------------ \| ------------------------ \| ------------------------ \| \| 1. \| Tadej Pogačar \| UAE Team Emirates \| 32m00s \| \| \| 2. \| Stefan Küng \| Groupama-FDJ \| + 19s \| \| \| 3. \| Jonas Vingegaard \| Jumbo-Visma \| + 27s \| \| \| 4. \| Wout van Aert \| Jumbo-Visma \| + 30s \| \| \| 5. \| Mathieu van der Poel \| Alpecin-Fenix \| + 31s \| \| \| 6. \| Kasper Asgreen \| Deceuninck-Quick Step \| + 37s \| \| \| 7. \| Primož Roglič \| Jumbo-Visma \| + 44s \| \| \| 8. \| Mattia Cattaneo \| Deceuninck-Quick Step \| + 55s \| \| \| 9. \| Richie Porte \| Ineos Grenadiers \| + 55s \| \| \| 10. \| Alexey Lutsenko \| Astana-Premier Tech \| + 1m00s \| \| |                      |                       |         |
| |                      |                       |         |
| Fonte: ProCyclingStats |                      |                       |         |
| Classificação por etapas |                      |                       |         |
| Ciclista | Ciclista             | Equipe                | Tempo   |
| 1. | Tadej Pogačar        | UAE Team Emirates     | 32m00s  |
| 2. | Stefan Küng          | Groupama-FDJ          | + 19s   |
| 3. | Jonas Vingegaard     | Jumbo-Visma           | + 27s   |
| 4. | Wout van Aert        | Jumbo-Visma           | + 30s   |
| 5. | Mathieu van der Poel | Alpecin-Fenix         | + 31s   |
| 6. | Kasper Asgreen       | Deceuninck-Quick Step | + 37s   |
| 7. | Primož Roglič        | Jumbo-Visma           | + 44s   |
| 8. | Mattia Cattaneo      | Deceuninck-Quick Step | + 55s   |
| 9. | Richie Porte         | Ineos Grenadiers      | + 55s   |
| 10. | Alexey Lutsenko      | Astana-Premier Tech   | + 1m00s |

## Classificações ao final da etapa

### Classificação geral(Maillot Jaune)
| \| Classificação geral \| Classificação geral \| Classificação geral \| Classificação geral \| Classificação geral \| \| Ciclista \| Ciclista \| Equipe \| Tempo \| \| \| ------------------- \| -------------------- \| --------------------- \| ------------------- \| ------------------- \| \| 1. \| Mathieu van der Poel \| Alpecin-Fenix \| 16h51m41s \| \| \| 2. \| Tadej Pogačar \| UAE Team Emirates \| + 8s \| \| \| 3. \| Wout van Aert \| Jumbo-Visma \| + 30s \| \| \| 4. \| Julian Alaphilippe \| Deceuninck-Quick Step \| + 48s \| \| \| 5. \| Alexey Lutsenko \| Astana-Premier Tech \| + 1m21s \| \| \| 6. \| Pierre Latour \| TotalEnergies \| + 1m28s \| \| \| 7. \| Rigoberto Urán \| EF Education-Nippo \| + 1m29s \| \| \| 8. \| Jonas Vingegaard \| Jumbo-Visma \| + 1m43s \| \| \| 9. \| Richard Carapaz \| Ineos Grenadiers \| + 1m44s \| \| \| 10. \| Primož Roglič \| Jumbo-Visma \| + 1m48s \| \| |                      |                       |           |
| |                      |                       |           |
| Fonte: ProCyclingStats |                      |                       |           |
| Classificação geral |                      |                       |           |
| Ciclista | Ciclista             | Equipe                | Tempo     |
| 1. | Mathieu van der Poel | Alpecin-Fenix         | 16h51m41s |
| 2. | Tadej Pogačar        | UAE Team Emirates     | + 8s      |
| 3. | Wout van Aert        | Jumbo-Visma           | + 30s     |
| 4. | Julian Alaphilippe   | Deceuninck-Quick Step | + 48s     |
| 5. | Alexey Lutsenko      | Astana-Premier Tech   | + 1m21s   |
| 6. | Pierre Latour        | TotalEnergies         | + 1m28s   |
| 7. | Rigoberto Urán       | EF Education-Nippo    | + 1m29s   |
| 8. | Jonas Vingegaard     | Jumbo-Visma           | + 1m43s   |
| 9. | Richard Carapaz      | Ineos Grenadiers      | + 1m44s   |
| 10. | Primož Roglič        | Jumbo-Visma           | + 1m48s   |

### Classificação por pontos(Maillot Vert)
| Classificação por pontos | Classificação por pontos | Classificação por pontos | Classificação por pontos | Classificação por pontos |
| Ciclista                 | Ciclista                 | Equipe                   | Pontos                   |                          |
| ------------------------ | ------------------------ | ------------------------ | ------------------------ | ------------------------ |
| 1.                       | Mark Cavendish           | Deceuninck-Quick Step    | 89 pts                   |                          |
| 2.                       | Julian Alaphilippe       | Deceuninck-Quick Step    | 84 pts                   |                          |
| 3.                       | Mathieu van der Poel     | Alpecin-Fenix            | 78 pts                   |                          |
| 4.                       | Michael Matthews         | BikeExchange             | 78 pts                   |                          |
| 5.                       | Nacer Bouhanni           | Arkéa-Samsic             | 74 pts                   |                          |
| 6.                       | Tadej Pogačar            | UAE Team Emirates        | 64 pts                   |                          |
| 7.                       | Jasper Philipsen         | Alpecin-Fenix            | 61 pts                   |                          |
| 8.                       | Tim Merlier              | Alpecin-Fenix            | 50 pts                   |                          |
| 9.                       | Primož Roglič            | Jumbo-Visma              | 49 pts                   |                          |
| 10.                      | Peter Sagan              | Bora-Hansgrohe           | 48 pts                   |                          |

### Classificação da montanha(Maillot à Pois Rouges)
| Classificação da montanha | Classificação da montanha | Classificação da montanha          | Classificação da montanha | Classificação da montanha |
| Ciclista                  | Ciclista                  | Equipe                             | Pontos                    |                           |
| ------------------------- | ------------------------- | ---------------------------------- | ------------------------- | ------------------------- |
| 1.                        | Ide Schelling             | Bora-Hansgrohe                     | 5 pts                     |                           |
| 2.                        | Mathieu van der Poel      | Alpecin-Fenix                      | 4 pts                     |                           |
| 3.                        | Anthony Perez             | Cofidis                            | 3 pts                     |                           |
| 4.                        | Julian Alaphilippe        | Deceuninck-Quick Step              | 2 pts                     |                           |
| 5.                        | Edward Theuns             | Trek-Segafredo                     | 2 pts                     |                           |
| 6.                        | Tadej Pogačar             | UAE Team Emirates                  | 2 pts                     |                           |
| 7.                        | Victor Campenaerts        | Qhubeka NextHash                   | 1 pt                      |                           |
| 8.                        | Jelle Wallays             | Cofidis                            | 1 pt                      |                           |
| 9.                        | Danny van Poppel          | Intermarché-Wanty-Gobert Matériaux | 1 pt                      |                           |
| 10.                       | Michael Matthews          | BikeExchange                       | 1 pt                      |                           |

### Classificação do melhor jovem(Maillot Blanc)
| Classificação dos jovens | Classificação dos jovens | Classificação dos jovens | Classificação dos jovens | Classificação dos jovens |
| Ciclista                 | Ciclista                 | Equipe                   | Tempo                    |                          |
| ------------------------ | ------------------------ | ------------------------ | ------------------------ | ------------------------ |
| 1.                       | Tadej Pogačar            | UAE Team Emirates        | 16h51m49s                |                          |
| 2.                       | Jonas Vingegaard         | Jumbo-Visma              | + 1m35s                  |                          |
| 3.                       | David Gaudu              | Groupama-FDJ             | + 2m27s                  |                          |
| 4.                       | Sergio Higuita           | EF Education-Nippo       | + 2m58s                  |                          |
| 5.                       | Lucas Hamilton           | BikeExchange             | + 3m51s                  |                          |
| 6.                       | Aurélien Paret-Peintre   | AG2R Citroën Team        | + 5m14s                  |                          |
| 7.                       | Neilson Powless          | EF Education-Nippo       | + 7m02s                  |                          |
| 8.                       | Stefan de Bod            | Astana-Premier Tech      | + 7m13s                  |                          |
| 9.                       | Mark Donovan             | Team DSM                 | + 8m52s                  |                          |
| 10.                      | Joris Nieuwenhuis        | Team DSM                 | + 10m59s                 |                          |

### Classificação por equipas(Classement par Équipe)
| Classificação por equipes | Classificação por equipes | Classificação por equipes | Classificação por equipes |
| Equipe                    | Equipe                    | Tempo                     |                           |
| ------------------------- | ------------------------- | ------------------------- | ------------------------- |
| 1.                        | Jumbo-Visma               | 50h39m14s                 |                           |
| 2.                        | EF Education-Nippo        | + 2m25s                   |                           |
| 3.                        | Bahrain Victorious        | + 3m02s                   |                           |
| 4.                        | Astana-Premier Tech       | + 3m23s                   |                           |
| 5.                        | Deceuninck-Quick Step     | + 3m25s                   |                           |
| 6.                        | Ineos Grenadiers          | + 3m25s                   |                           |
| 7.                        | Trek-Segafredo            | + 5m21s                   |                           |
| 8.                        | Team BikeExchange         | + 6m01s                   |                           |
| 9.                        | Movistar Team             | + 8m41s                   |                           |
| 10.                       | Bora-Hansgrohe            | + 9m50s                   |                           |

## Abandonos
Nenhum.